# کو سونگ هی
کو سونگ هی (کره‌ای: 고성희؛ زادهٔ ۲۱ ژوئن ۱۹۹۰) بازیگر اهل کره جنوبی است. او اولین نقش اصلی خود را در در درام فانتزی-تاریخی خاطرات نگهبان شب (۲۰۱۴) ایفا کرد.

## فیلم‌شناسی

### فیلم
| سال  | عنوان                      | نقش                 | توضیحات     | منابع |
| ---- | -------------------------- | ------------------- | ----------- | ----- |
| ۲۰۱۰ | یک خواب خوب برای بد        | دانش آموز دبیرستانی |             | [ ۴ ] |
| ۲۰۱۳ | یک درس اخلاق               | جین آه              |             | [ ۵ ] |
| ۲۰۱۳ | کمربند ایمنی خود را ببندید | مینامیتو            |             | [ ۶ ] |
| ۲۰۱۹ | تجارت عشق                  | پارک هه جو          |             | [ ۷ ] |
| ۲۰۲۱ | یک پایان سال رنگارنگ       | یونگ جو             | فیلم تیوینگ | [ ۸ ] |

### مجموعه تلویزیونی
| سال  | عنوان             | نقش             | توضیحات      | منابع         |
| ---- | ----------------- | --------------- | ------------ | ------------- |
| ۲۰۱۳ | میس کوریا         | کیم جه هی       |              | [ ۹ ]         |
| ۲۰۱۴ | خاطرات نگهبان شب  | دو ها           |              | [ ۳ ]         |
| ۲۰۱۵ | جاسوس             | لی یون جین      |              | [ ۱۰ ] [ ۱۱ ] |
| ۲۰۱۵ | عروس زیبای من     | یون جو یونگ     |              | [ ۱۲ ]        |
| ۲۰۱۶ | حسادت آشکار       | هونگ سو یونگ    | حضور افتخاری | [ ۱۳ ]        |
| ۲۰۱۷ | وقتی تو خواب بودی | شین هی مین      |              | [ ۱۴ ]        |
| ۲۰۱۸ | مادر              | شین جا یونگ     |              | [ ۱۵ ]        |
| ۲۰۱۸ | کت و شلواری‌ها     | کیم جی نا       |              | [ ۱۶ ] [ ۱۷ ] |
| ۲۰۱۸ | خانم ما           | سو اون جی       |              | [ ۱۸ ]        |
| ۲۰۲۰ | باد، ابر و باران  | هوانگ بونگ ریون |              | [ ۱۹ ]        |
| ۲۰۲۲ | گاوس الکترونیک    | چا نا ره        |              | [ ۲۰ ]        |

### مجموعه اینترنتی
| سال  | عنوان       | نقش        | منابع  |
| ---- | ----------- | ---------- | ------ |
| ۲۰۲۰ | عشق من هولو | هان سو یون | [ ۲۱ ] |

### برنامه تلویزیونی
| سال  | عنوان        | نقش    | توضیحات | منابع |
| ---- | ------------ | ------ | ------- | ----- |
| ۲۰۰۹ | Style Studio | میزبان | فصل ۱   |       |